# Dave Seaman

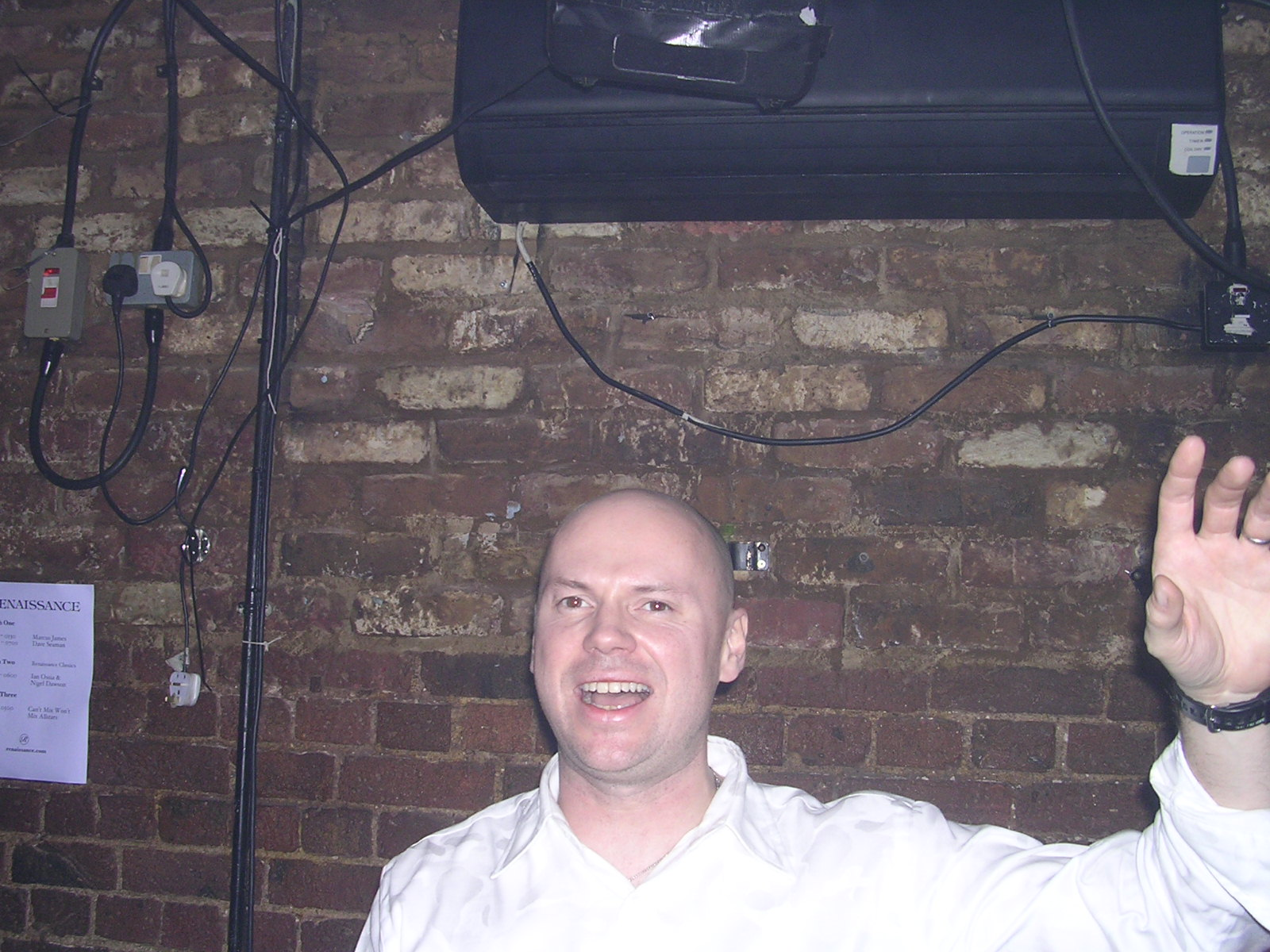
Dave Seaman

David Charles „Dave“ Seaman (* 29. April 1968) ist ein englischer Techno-DJ und Musikproduzent.
Bereits im Alter von acht Jahren entschied sich Dave Seaman dazu, DJ zu werden und mit 12 hatte er bereits seinen ersten Auftritt. Ende der 1980er-Jahre war er als Resident im Shelly’s-Club Bestandteil der englischen Acid-House-Welle.
Inzwischen hat er schon auf jedem Kontinent aufgelegt und ist einer der begehrtesten DJ-Exporte des Vereinigten Königreichs. In Japan erhielt er einen Werbeauftrag von Levi’s. Im Rahmen der bekannten DJ-Mix-Serie „Global Underground“ präsentierte er Live-Aufnahmen aus Melbourne, Kapstadt und Buenos Aires.
Als Musiker ist er die eine Hälfte des Duo Brothers in Rhythm und hat für Kylie Minogue und die Pet Shop Boys produziert. Remixe erstellte er unter anderem für U2, Michael Jackson und Dido.